# Fürstenau (Svizzera)
Fürstenau (toponimo tedesco; in romancio Farschno; in italiano Firstinao, desueto) è un comune svizzero di 343 abitanti del Canton Grigioni, nella regione Viamala; ha il titolo di città e si definisce "la più piccola città del mondo".

## Geografia fisica

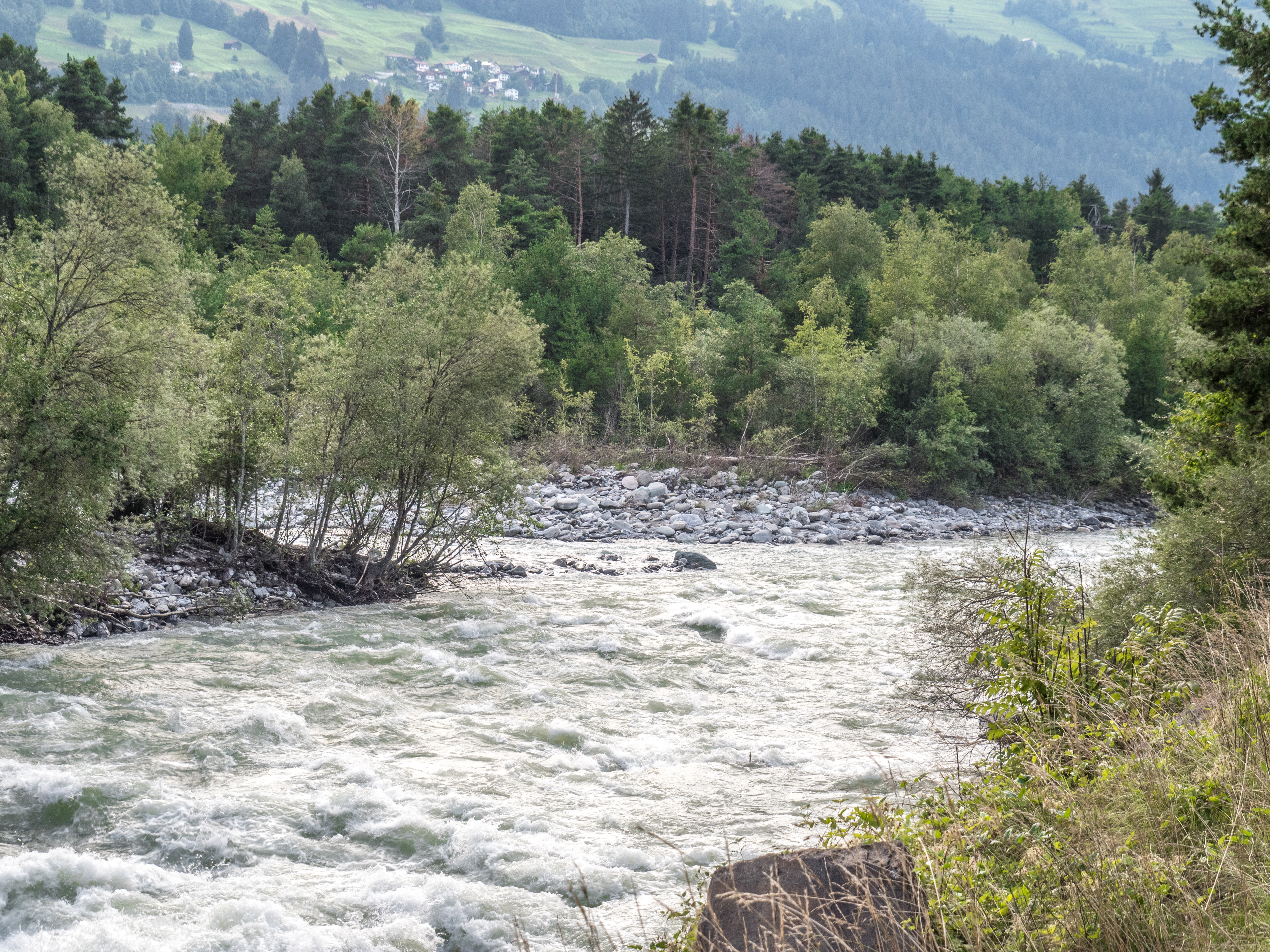
La confluenza dell'Albula nel Reno Posteriore

Fürstenau è situato nella Domigliasca,(Domleschg )sulla sponda destra del Reno Posteriore, presso la confluenza con l'Albula.L'Albula nasce nel passo dell'Albula ,essi attraversa una valle meravigliosa,nota come ferrovia retica(che è parte dell'UNESCO). Fürstenau si trova circa 650 metri sul livello del mare con clima fresco,caratterizzato da inverni freddi e nevosi e estati fresche. 

## Storia
Dal 1845 al 1851 ha incluso la frazione di Pratval, poi divenuta comune autonomo.

## Monumenti e luoghi d'interesse
- Chiesa riformata (già dei Santi Michele e Giorgio e poi dei Re Magi), attestata dal 1354[3];
- Castello vescovile di Fürstenau, costruito nel XIII secolo e ricostruito nel 1709-1711[3];
- Castello di Schauenstein o "castello superiore", ricostruito nel 1667-1676[3].

## Società

### Evoluzione demografica
L'evoluzione demografica è riportata nella seguente tabella:
Abitanti censiti

## Economia
L'economia locale trae impulso principalmente dal settore terziario.

## Infrastrutture e trasporti
Fürstenau dista 3,5 km dalla stazione ferroviaria di Cazis, 1 km dall'uscita autostradale di Thusis sud, sulla A13/E43, e 24 km da Coira.